# (171624) Nicolemartin
(171624) Nicolemartin est un astéroïde de la ceinture principale.

## Description
(171624) Nicolemartin est un astéroïde de la ceinture principale. Il fut découvert le 5 février 2000 à Kitt Peak par Marc William Buie. Il présente une orbite caractérisée par un demi-grand axe de 2,65 UA, une excentricité de 0,16 et une inclinaison de 4,3° par rapport à l'écliptique.